# Jali
Pour les articles homonymes, voir Jali (homonymie).
Ne doit pas être confondu avec Jali (mont).
Jali est un terme désignant un écran de pierre sculpté, généralement utilisé dans l'architecture islamique, plus particulièrement en Inde.

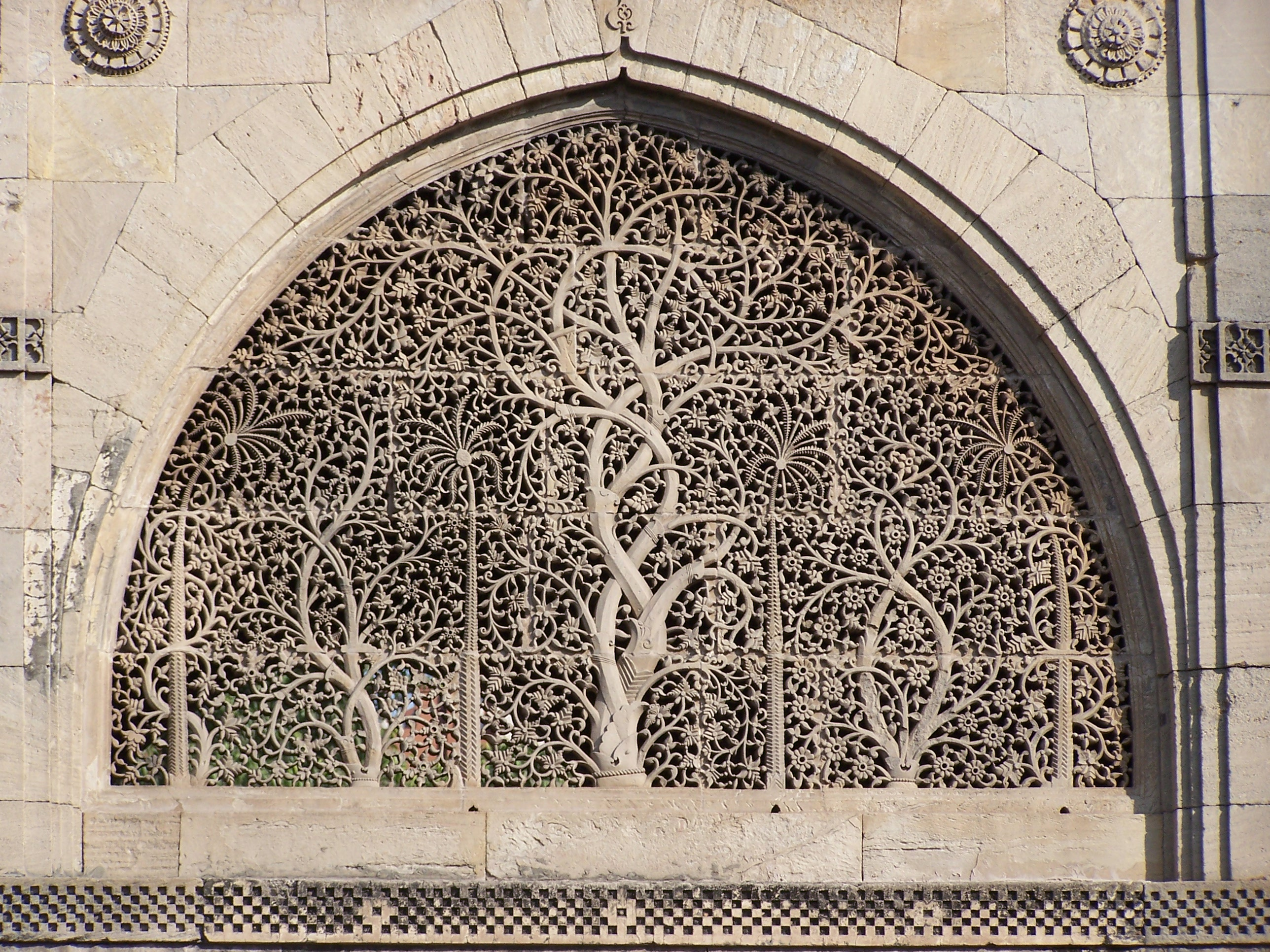
Mosquée Sidi Saiyyed à Ahmedabad (Inde).

La plupart des portes et fenêtres des palais du Rajasthan en sont pourvus. Ces écrans, en général en marbre ou en grès, sont souvent utilisés pour les fenêtres des zenanas, permettant aux femmes vivant en purdah de regarder à l'extérieur sans être vues. Ces écrans sont aussi des protections contre les éléments naturels tout en permettant la circulation d'air au travers de motifs géométriques.
Un des plus fameux exemples de jali est celui de la mosquée Siddi Saiyyed à Ahmedabad au Gujarat (1572).